# Faneva Andriatsima
Faneva Andriatsima, né le 3 juin 1984 à Antananarivo (Madagascar), est un footballeur international malgache jouant au poste d'attaquant.
Il a inscrit 14 buts avec la sélection malgache, meilleur buteur de la sélection

## Biographie

### Carrière en club
Faneva est repéré par les recruteurs du FC Nantes sur l'île de Madagascar lorsqu'il évolue au sein de l'USCA Foot. Grâce à d'excellentes performances, il quitte son pays natal pour rejoindre le continent européen avec le FC Nantes.
Il fait sa première apparition face à Sedan, en coupe de la Ligue. Son premier but avec l'équipe professionnelle est marqué au huitième tour de la Coupe de France 2007-2008, contre l'USM Saran (DH), à la 27e minute de jeu.
Le 7 janvier 2008, il est prêté à l'AS Cannes (National) pour une durée de 6 mois. En juin 2008, il est encore prêté par le FC Nantes à l'US Boulogne pour une saison. En juin 2012, il atterrit au Créteil-Lusitanos et y reste 4 ans. Il signe ensuite un contrat de 2 ans au FC Sochaux-Montbéliard
En 2018, l'attaquant était près de rejoindre le Raja Club Athletic, mais est transféré au Havre AC à l'intersaison.     
Libre de son contrat avec le Clermont Foot 63, il signe 2 ans pour le club saoudien Abha Club en D1 Arabie Saoudite.

### Carrière internationale
Faneva Imà Andriatsima joue son premier match avec les Baréas en 2003. Il marque son premier but en sélection le 23 mars 2005 en amical face à l'équipe de Maurice de football. Lors du premier tour pour la CAN 2010 et la Coupe du monde de football 2010, il marque quatre des six buts inscrits lors du match opposant Madagascar aux Comores. Capitaine de la sélection lors de la CAN 2019, où la sélection est éliminée en quarts-de-finale, il joue son dernier match international lors des  qualifications à la Coupe d'Afrique des nations 2021 face aux Éthiopiens à Antananarivo.

### Buts internationaux
| 1  | 23 octobre 2005  | Maurice            | 2-0           | Match amical                                |
| 2  | 29 avril 2007    | Seychelles         | 6-2           | Coupe COSAFA 2007                           |
| 3  | 14 octobre 2007  | Comores            | 6-2           | Qualifications Coupe du monde 2010/CAN 2010 |
| 4  | 14 octobre 2007  | Comores            | 6-2           | Qualifications Coupe du monde 2010/CAN 2010 |
| 5  | 14 octobre 2007  | Comores            | 6-2           | Qualifications Coupe du monde 2010/CAN 2010 |
| 6  | 14 octobre 2007  | Comores            | 6-2           | Qualifications Coupe du monde 2010/CAN 2010 |
| 7  | 18 mai 2014      | Ouganda            | 2-1           | Qualifications CAN 2015                     |
| 8  | 13 novembre 2015 | Sénégal            | 2-2           | Qualifications Coupe du monde 2018          |
| 9  | 28 mars 2016     | Centrafrique       | 1-2           | Qualifications CAN 2017                     |
| 10 | 9 juin 2017      | Soudan             | 3-1           | Qualifications CAN 2019                     |
| 11 | 9 juin 2017      | Soudan             | 3-1           | Qualifications CAN 2019                     |
| 12 | 13 octobre 2018  | Guinée équatoriale | 1-0           | Qualifications CAN 2019                     |
| 13 | 2 juin 2019      | Luxembourg         | 3-3           | Match amical                                |
| 14 | 7 juillet 2019   | RD Congo           | 2-2 (tab 4-2) | CAN 2019 (1/8e finale)                      |

## Statistiques
| Saison                | Club                   | Championnat           | Championnat | Championnat | Coupe(s) nationale(s) | Coupe(s) nationale(s) | Total | Total |
| Saison                | Club                   | Division              | M.          | B.          | M.                    | B.                    | M.    | B.    |
| 2007-2008             | FC Nantes              | Ligue 2               | 5           | 0           | 2                     | 1                     | 7     | 1     |
| -2008                 | AS Cannes (prêt)       | National              | 16          | 6           | -                     | -                     | 16    | 6     |
| 2008-2009             | US Boulogne (prêt)     | Ligue 2               | 8           | 0           | 6                     | 0                     | 14    | 0     |
| 2009-2010             | Amiens SC              | National              | 27          | 6           | 5                     | 1                     | 32    | 7     |
| 2010-2011             | AS Beauvais Oise       | National              | 19          | 6           | 1                     | 0                     | 20    | 6     |
| 2011-2012             | AS Beauvais Oise       | National              | 34          | 2           | 1                     | 0                     | 35    | 2     |
| 2012-2013             | US Créteil-Lusitanos   | National              | 34          | 14          | 1                     | 0                     | 35    | 14    |
| 2013-2014             | US Créteil-Lusitanos   | Ligue 2               | 36          | 11          | 6                     | 1                     | 42    | 12    |
| 2014-2015             | US Créteil-Lusitanos   | Ligue 2               | 30          | 6           | 5                     | 0                     | 35    | 6     |
| 2015-2016             | US Créteil-Lusitanos   | Ligue 2               | 35          | 11          | -                     | -                     | 35    | 11    |
| 2016-2017             | FC Sochaux-Montbéliard | Ligue 2               | 35          | 14          | 4                     | 1                     | 39    | 15    |
| 2017-2018             | FC Sochaux-Montbéliard | Ligue 2               | 12          | 2           | -                     | -                     | 12    | 2     |
| 2017-2018             | Le Havre AC            | Ligue 2               | 2           | 0           | -                     | -                     | 2     | 0     |
| Total sur la carrière | Total sur la carrière  | Total sur la carrière | 293         | 76          | 31                    | 4                     | 324   | 80    |

## Palmarès
Faneva Andriatsima est champion de France de National en 2013 avec l'US Créteil.